# 迈克·麦克劳德
迈克·麦克劳德（英語：Mike McLeod，1952年1月25日—），英国男子田径运动员。他曾代表英国参加1980年、1984年和1988年夏季奥林匹克运动会田径比赛，其中1984年奥运会获得一枚银牌。